# 雅罗斯拉夫·内托利奇卡
雅罗斯拉夫·内托利奇卡（捷克語：Jaroslav Netolička，1954年3月3日—），捷克男子足球运动员，场上位置是守门员。他曾代表捷克斯洛伐克国奥队参加1980年夏季奥林匹克运动会足球比赛，获得一枚金牌。